# Finale della Coppa delle nazioni africane 1970
La finale della Coppa delle nazioni africane 1970 si disputò il 16 febbraio 1970 allo Khartoum Stadium di Khartum, tra le nazionali di Sudan e Ghana. Fu vinta per 1-0 dal Sudan che si portò a casa il suo primo trofeo in assoluto nella storia della massima competizione tra nazionali maschili africane.

## Le squadre
| Squadra | Finali (o spareggi) disputate in precedenza (il grassetto indica la vittoria) |
| ------- | ----------------------------------------------------------------------------- |
| Sudan   | 2 (1959, 1963)                                                                |
| Ghana   | 3 (1963, 1965, 1968)                                                          |

## Cammino verso la finale

### Tabella riassuntiva del percorso
| Nazione        | P.ti | G |
| -------------- | ---- | - |
| Costa d'Avorio | 4    | 3 |
| Sudan          | 4    | 3 |
| Camerun        | 4    | 3 |
| Etiopia        | 0    | 3 |

| Nazione          | P.ti | G |
| ---------------- | ---- | - |
| Rep. Araba Unita | 5    | 3 |
| Ghana            | 4    | 3 |
| Guinea           | 2    | 3 |
| Congo-Kinshasa   | 1    | 3 |

## Tabellino
| Arbitro: | Gebreyesus Tesfaye |

|             |           |  |
| El-Issed 2’ | Marcatori |  |

| Sudan |                                                    |  |  |
|       |                                                    |  |  |
| P     | Abdel-Aziz Abdellah Abdel-Rahman                   |  |  |
| D     | El-Sir Obeidalla Mohammed Fadl Al-Moula 'Kaunda'   |  |  |
| D     | Mohammed Amin Zaki                                 |  |  |
| D     | Abdel-Qader Suliman Al-Jazli                       |  |  |
| D     | Mahmoud Saad Salim 'James'                         |  |  |
| C     | Bushara Wahba Ahmed                                |  |  |
| C     | Bushara Abdel-Nadief Abdalla Sayed                 |  |  |
| C     | Azzedeen Osman Ahmed Suliman El-Shahir 'El-Dahish' |  |  |
| C     | Mohammed El-Bashir Ahmed Bakheit 'El-Isied'        |  |  |
| A     | Nasr El-Din Abbas 'Jaksa'                          |  |  |
| A     | Hasab El-Rassoul Omer 'Hasabu El-Saghir'           |  |  |
| CT:   |                                                    |  |  |
| ?     |                                                    |  |  |

| Ghana         |                          |  |  |
|               |                          |  |  |
| P             | Robert Mensah            |  |  |
| D             | Edward Boye              |  |  |
| D             | Alex Mingle              |  |  |
| D             | John Eshun               |  |  |
| D             | Oliver Acquah            |  |  |
| C             | Joe Ghartey              |  |  |
| C             | Ibrahim Sunday           |  |  |
| C             | Robert Foley             |  |  |
| A             | Kwasi Owusu              |  |  |
| A             | Cecil Jones Attuquayefio |  |  |
| A             | Malik Jabir              |  |  |
| Sostituzioni: |                          |  |  |
| CT:           |                          |  |  |
| ?             |                          |  |  |